# Howhannes Schiras

Howhannes Schiras

Howhannes Schiras (armenisch Հովհաննես Շիրազ Hovhannes Širaz; eigentlich: Howhannes Onig Garabedian; * 27. April 1915 in Alexandrapol, Russisches Kaiserreich, heute Armenien; † 14. März 1984 in Jerewan) war ein armenischer Dichter.

## Leben und Werk
Howhannes Schiras wurde während der Zeit des Genozids an den Armeniern in Alexandrapol, heute Gjumri, geboren.
Schiras' 1935 veröffentlichtes erstes Werk heißt Anfang des Frühlings. Der Romancier Atrpet gab dem begabten Dichter später den Beinamen „Schiras“ und begründete dies mit: „Die Gedichte dieses jungen Mannes duften, als wären sie die Rosen von Schiraz, frisch und mit Tau bedeckt“. Die iranische Stadt Schiras ist berühmt für ihre Dichter und ihre Rosen.
Die meisten Publikationen von Schiras waren Poesien. Sein Sohn Ara Schiras (* 1941) ist Bildhauer, sein verstorbener Sohn Sipan Schiras war Maler, Dichter und Bildhauer.